# Bonke
Bonke est un woreda du sud de l'Éthiopie situé dans la zone Gamo. Ce district a 159 089 habitants en 2007 et fait partie de la région des nations, nationalités et peuples du Sud jusqu'au transfert de la zone dans la région Éthiopie du Sud en août 2023.
Le chef-lieu et tout le sud du district se détachent vers 2020 sous le nom de Gerese.
La ville de Gerese,, également appelée Garasse, se trouve vers 2 200 m d'altitude une cinquantaine de kilomètres au sud-ouest d'Arba Minch.
Le district s'étend initialement vers le sud jusqu'aux zones Alle et Derashe.
| Deramalo | Dita    |                  |
| Kemba    | Bonke   | Arba Minch Zuria |
| Alle     | Dirashe |                  |

Le recensement national de 2007 fait état de 159 089 habitants dans le district d'origine dont 4 % de citadins qui sont les 6 347 habitants de la ville de Gerese. La majorité des habitants du district (55 %) sont protestants, 27 % sont de religions traditionnelles africaines et 16 % sont orthodoxes.
En 2022, la population est estimée sur le même périmètre à 215 775 personnes avec une densité de population de 272 personnes par km2 et 792 km2 de superficie.
Détaché de Bonke entre la fin des années 2010 et le début des années 2020, Gerese occupe cependant 666 km2 en 2021, le district ne conservant que 126 km2 sous le nom de Bonke,.